# Красна Сосна (Ульяновська область)
Красна Сосна (рос. Красная Сосна) — село в Базарносизганському районі Ульяновської області Російської Федерації.
Населення становить 255 осіб. Входить до складу муніципального утворення Базарносизганське міське поселення.

## Історія
Від 2004 року входить до складу муніципального утворення Базарносизганське міське поселення.

## Населення
| 2010 |
| ---- |
| 255  |